# Antoine Wallez
Pour les articles homonymes, voir Wallez.
Antoine Wallez, né le 11 juillet 1996 à Grande-Synthe, est un joueur de basket-ball professionnel français, évoluant au poste d’ailier fort. Il est le fils du basketteur Xavier Wallez.

## Biographie
Fils d’un joueur de basket-ball professionnel, il commence le basket-ball à l’âge de 10 ans.
Il est formé au Mans de 15 à 19 ans, club où il signe son premier contrat professionnel de 3 ans. 
Il est prêté pour la saison 2015-2016 à Boulogne, qui vient alors d’être relégué en Pro B puis pour les saisons 2016-2017 et 2017-2018, à Denain.
Au mois de juin 2019, il fait son retour en Pro B en signant à l'ALM Évreux. À l'issue de la saison, il prolonge son contrat pour deux saisons supplémentaires. Blessé à la cheville en décembre 2021, il ne prend part qu'à deux matchs de la saison 2020-2021. Le 11 février 2022, il quitte le club pour raisons personnelles et ne participe pas à la victoire de l'ALM en Leaders Cup Pro B.

## Clubs
- 2015-2016 :  SOMBB Boulogne-sur-Mer (Pro B)
- 2016-2018 :  AS Denain Voltaire (Pro B)
- 2018-2019 :  Étoile Angers Basket (NM1)
- 2019-2022 :  ALM Évreux Basket (Pro B)
- Depuis 2022 :  Béliers de Kemper - UJAP 1984 (Pro B)

## Palmarès et distinctions
- Médaille d’argent au Championnat d’Europe U16 en 2012 (Vilnius, Lituanie)
- Leaders Cup de Pro B en 2018 (Denain Voltaire)
- Meilleur Jeune de la saison NM1
- Sélection All Star Game NM1 (EAB Angers 2019)
- Sélection All Star Game ProB ( Béliers De Quimper 2023 )